# Karl Ludwig Harding
Karl Ludwig Harding (29 tháng 9, 1765 – 31 tháng 8, 1834) là một nhà thiên văn học người Đức, người đã phát hiện ra 3 Juno, tiểu hành tinh thứ ba của vành đai chính vào năm 1804. Miệng núi lửa Harding và tiểu hành tinh 2003 Harding được đặt tên để vinh danh ông.
Harding được sinh ra ở Lauenburg. Từ năm 1786-89, ông được đào tạo tại Đại học Gottech, nơi ông học thần học, toán học và vật lý. Năm 1796, Johann Hieronymus Schröter đã thuê Harding làm gia sư cho con trai mình. Schröter là một nhà thiên văn học nhiệt tình, và Harding sớm được bổ nhiệm làm người quan sát và thanh tra trong đài quan sát của mình Năm 1804, Harding phát hiện ra Juno tại đài thiên văn của Schröter. Trong cùng năm đó, ông được bổ nhiệm làm giáo sư thiên văn học ở Gottingen và rời Lilienthal, nơi người kế vị của ông trở thành Friedrich Wilhelm Bessel.
Ngoài Juno, ông phát hiện ra ba sao chổi và các ngôi sao biến thiên R Virginis, R Aquarii, R Serpentis và S Serpentis.

## Tác phẩm[1]
- Atlas novus coelestis(1808–1823; được việt lại bởi Jahn, 1856)
- Kleine astronomische Ephemeriden(được chỉnh sửa bởi Wiessen, 1830–35)
- the fifteenth in the series of Sternkarten of the Berlin Academy's publications (1830)